# Dagboek (persoonlijk)

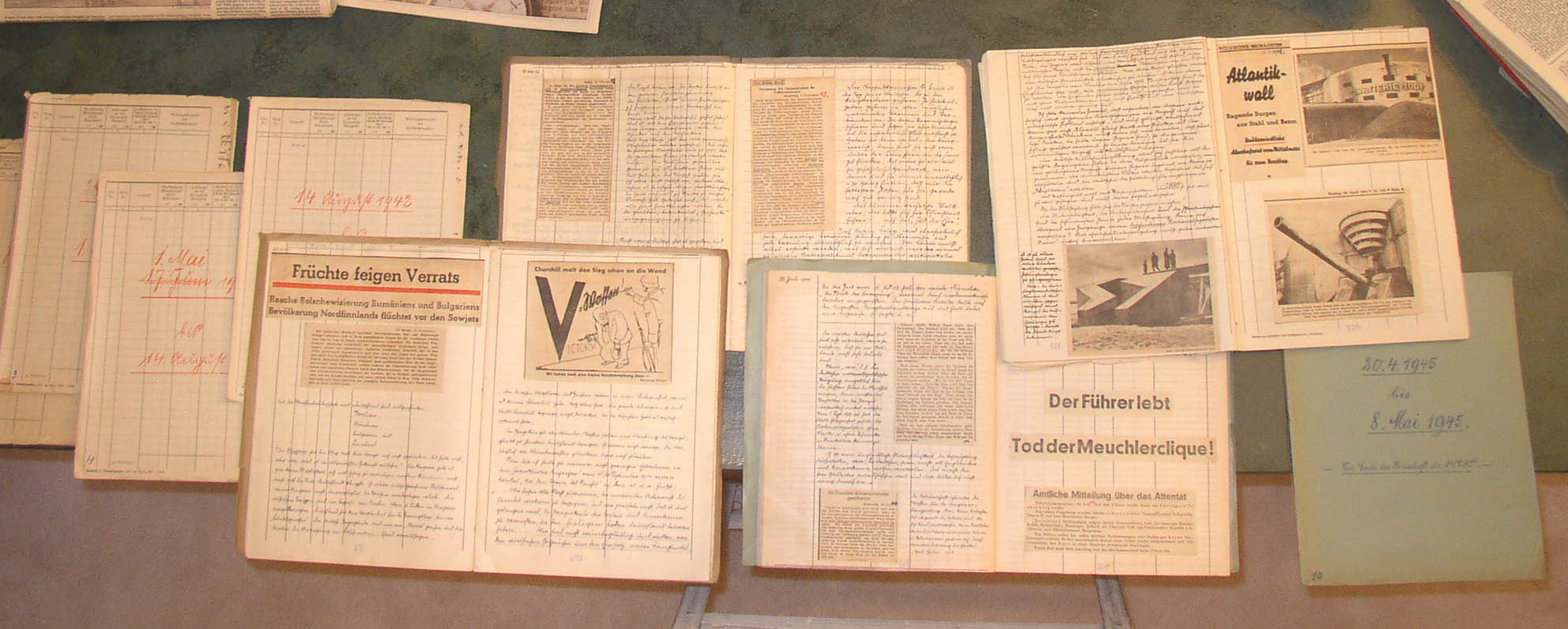
Het geheime dagboek van Friedrich Kellner

Een dagboek is een autobiografisch geschrift, waarin, vaak van dag tot dag, in chronologische volgorde, wordt opgetekend wat de schrijver meemaakt, denkt, waarneemt of overweegt. Dit in tegenstelling tot de autobiografie of de memoires, die gebeurtenissen achteraf beschrijven. Vaak is het dagboek iets intiems en persoonlijks, wordt het zelfs voorzien van een slot en komt het in principe nooit onder ogen van iemand anders dan de auteur. Een uitzondering is het logboek, dat meestal juist wordt bijgehouden zodat informatie later weer kan worden teruggezocht, ook door anderen.
Soms wordt een dagboek ook gepubliceerd, bijvoorbeeld de oorlogsdagboeken van Anne Frank, Etty Hillesum en David Koker. Alhoewel de dagboeken van Anne Frank – en zeker de eerste gedeelten daarvan – de indruk van spontaniteit geven, heeft nader onderzoek aangetoond dat de schrijfster ze wel degelijk bedoeld had voor naoorlogse publicatie. Zij was zich dus zeer bewust van een onzichtbare, 'meekijkende' lezer.

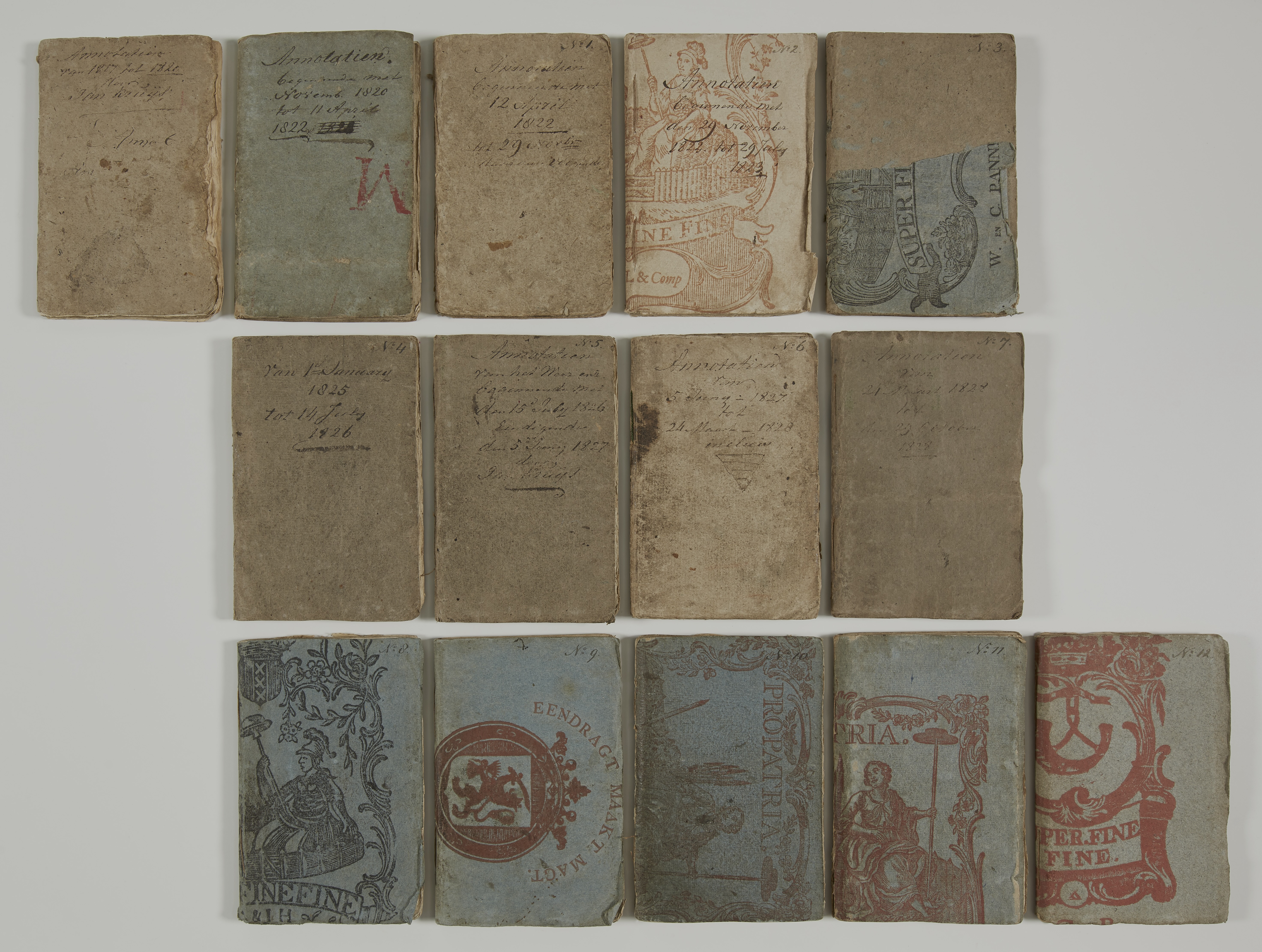
De 14 delen van het dagboek van Jan Kruys, laatste schout en eerste burgemeester van Vriezenveen, beslaan de period 1817-1830

Een apart hoofdstuk in de Nederlandse literatuur is het Geheim Dagboek van Hans Warren. Aangezien het letterlijk een heel mensenleven omspant, geeft het niet alleen een goed beeld van de schrijver maar ook van de Nederlandse samenleving als geheel. Het vermoedelijk omvangrijkste gepubliceerde dagboek zal dat van Frida Vogels zijn; het zal 16 delen tellen waarvan er tot op heden (2013) negen zijn verschenen.
Befaamde Engelse dagboeken zijn die van Samuel Pepys en James Woodforde, die beiden een goed beeld geven van de periode waarin zij leefden.
Soms is een dagboek ook voor een deel, of zelfs helemaal, gefingeerd (fictie), zoals bepaalde hoofdstukken in de romans De vrije negerin Elisabeth (2000) en ...die revolutie niet begrepen... (2005) van Cynthia McLeod. Tot deze categorie van fictie behoort ook de vanaf 1978 uitgezonden televisieserie Dagboek van een herdershond, gebaseerd op boeken van Jacques Schreurs.
In ruimere zin hoeft een dagboek geen fysiek boek te zijn. Het kan bijvoorbeeld ook een blog of vlog op internet zijn.